# Карапетян, Арутюн Александрович
Арутюн Александрович Карапетян (арм. Հարություն Կարապետյան, 7 апреля 1950, Ахалцихе, Грузинская ССР — 2003) — армянский филолог, педагог, государственный и политический деятель.
- Окончил Ереванский государственный университет. Филолог. Член КПСС. Занимался педагогической деятельностью, работал в Союзе писателей Армении. Был главным редактором журнала «Литературная Армения». С 1987 г. работал в ЦК КПА. Был руководителем пресс-центра, инспектором Бюро ЦК КПА, заместителем заведующего а затем заведующим Идеологическим отделом ЦК КП Армении.
- 1991—1995 — был депутатом верховного совета Армянской ССР. Член постоянной комиссии по вопросам информации. С 1992 г. член партии «Рамкавар-Азатакан»(либерально-демократическая). 1996—1999 гг. Председатель Республиканского правления партии Рамкавар-Азатакан Армении. С 1995 г. Главный редактор общественно-политического ежемесячника «Пайкар».
- 1995—1999 — начальник Управления информации и печати при правительстве Республики Армения, советник президента Армении. В последние годы жизни работал в Конституционном суде Республики Армения.